# PRO FM
PRO FM este un post de radio din România, care este deținut de trustul Digi. A început să emită pe 15 aprilie 1993 în București. Pro FM a fost disponibil și în Republica Moldova până în 2015 că a devenit Cool Radio.
În anul 2008, PRO FM a lansat divizia de radiouri exclusiv online, care are 19 posturi de radio on-line în portofoliu.
Din anul 2009, PRO FM are frecvențe în mai multe orașe din România și în Republica Moldova. Pe 12 septembrie 2010, postul de radio InfoPro și-a încetat emisia iar pe frecvențele InfoPro a emis PRO FM.
În luna decembrie 2014, PRO FM a trecut în portofoliul media al RCS & RDS, împreună cu InfoPro, Music FM (fostul Pro FM Campus, acum Digi 24 FM) și Dance FM, în urma tranzacției cu grupul CME. În februarie 2015, într-o ședință din cadrul CNA, reprezentanții RCS & RDS au explicat formatul de „radio informativ, cu redacție proprie” ce îl are postul de radio Digi FM, ce folosește frecvențele rețelei InfoPro. După lansarea Digi FM, PRO FM continuă să folosească frecvențele sale originale, înainte de închiderea InfoPro.

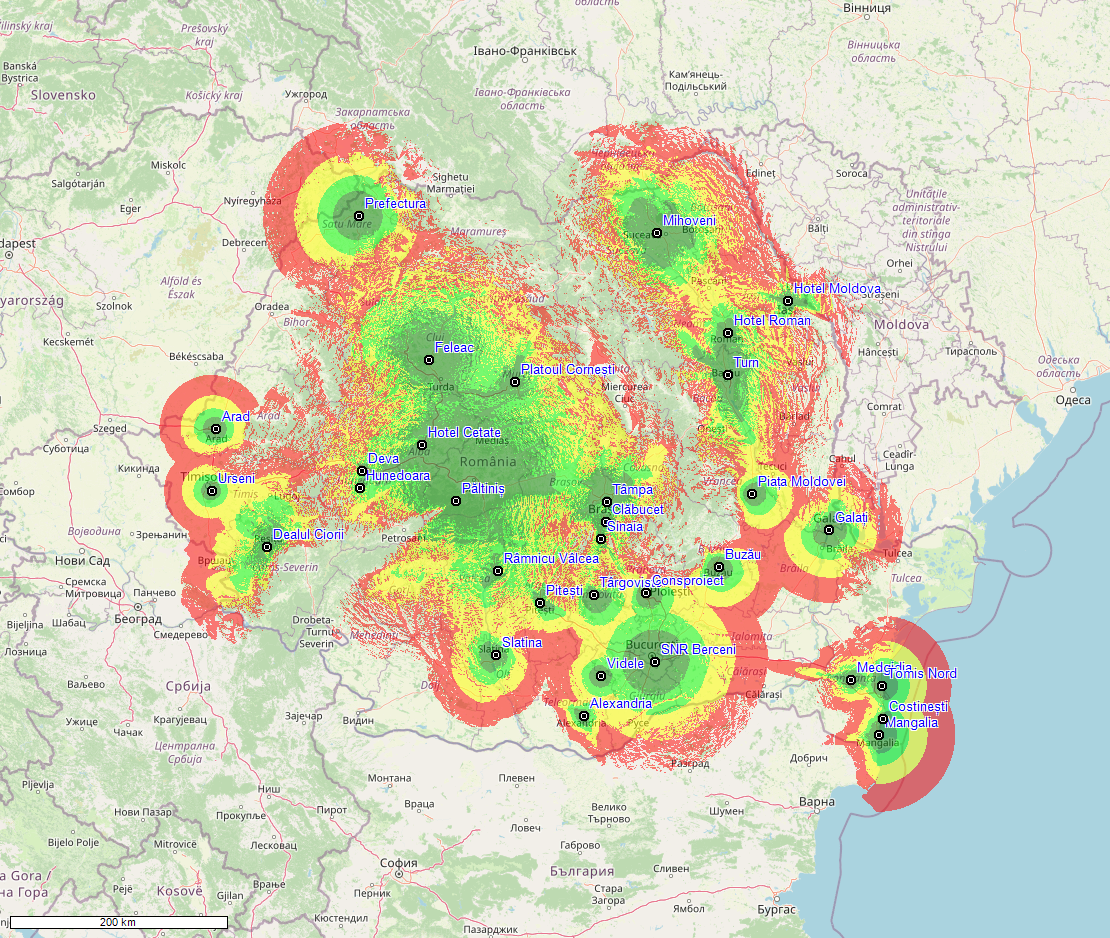
Acoperire aproximativă a semnalului Pro FM.
Recepționat de orice receiver în zonă
Recepționat bine de un receiver slab al mașinii
Recepționat bine de un receiver puternic al mașinii / de un receiver slab al mașinii (dar cu probleme)
Recepționat de un receiver puternic al mașinii (dar cu probleme)

     Recepționat de orice receiver în zonă
     Recepționat bine de un receiver slab al mașinii
     Recepționat bine de un receiver puternic al mașinii / de un receiver slab al mașinii (dar cu probleme)
     Recepționat de un receiver puternic al mașinii (dar cu probleme)

## Emisiunile difuzate pe PRO FM
- WTFun cu Bianca Purcărea, Ionuț Bodonea și Bogdan Ciudoiu[4] (de luni până vineri de la 07:00 la 10:00)

- LIZA de la 10 cu Liza Sabău (de luni până vineri de la 10:00 la 13:00)

- VENGER până la 4 cu Andrei Vendura (Venger) (de luni până vineri de la 13:00 la 16:00)

- Open Road cu Miruna Gherasim (de luni până vineri de la 16:00 la 19:00)

- Seara după 7 cu Gabriel Fereșteanu (Fere) (de luni până vineri de la 19:00 la 22:00)

- Garsoniera ProFM cu Gabriel Fereșteanu (Fere) (în fiecare vineri de la 19:00 la 22:00)

- Lost Control cu Marc Rayen (în fiecare vineri de la 22:00 la 24:00)

- ProFM Breakfast Weekend cu Mircea Ivan (în fiecare sâmbătă și duminică de la 07:00 la 10:00)

- Open Weekend cu Florin Goldic (în fiecare sâmbătă și duminică de la 10:00 la 12:00)

- The Official 40 cu Andrei Vendura (Venger) (în fiecare sâmbătă de la 12:00 la 15:00)

- ProFM Party Mix cu DJ Dark (în fiecare sâmbătă de la 22:00 la 23:00)

- ProFM Party Mix cu Mose N (în fiecare sâmbătă de la 23:00 la 00:00)

- Trending Hits cu Alexandru Ionescu (A.I.) (în fiecare duminică de la 12:00 la 15:00)

- Cozy Tunes cu Liviu Hodor (în fiecare sâmbătă și duminică de la 20:00 la 22:00)

## Posturi de radio online
În perioada 2008-2017, Pro FM a avut peste 20 de posturi online care au funcționat pe site-ul său. Fiecare post era dedicat unui gen muzical sau al unui artist sau trupe.
- Pro FM 80s;
- Pro FM 90s;
- Pro FM AC/DC;
- Pro FM Alternative;
- Pro FM Black;
- Pro FM Bon Jovi;
- Pro FM Chill Out;
- Pro FM Classic;
- Pro FM Classic Rock;
- Pro FM Country;
- Pro FM Campus (acum Digi 24 FM pe frecvență);
- Pro FM Dance (acum Dance FM);
- Pro FM Depeche Mode;
- Pro FM Divertiland;
- Pro FM Facebook Hits;
- Pro FM Gold;
- Pro FM Guns N'Roses;
- Pro FM Hip Hop Gold;
- Pro FM Hot;
- Pro FM House;
- Pro FM Ibiza;
- Pro FM Jazz;
- Pro FM Kids (transformat în Pro FM depici.ro);
- Pro FM Lady Gaga;
- Pro FM Lala Radio;
- Pro FM Latino;
- Pro FM Love;
- Pro FM Michael Jackson;
- Pro FM Number One Hits;
- Pro FM Oldies;
- Pro FM On The Beach;
- Pro FM Reggae;
- Pro FM Rhythm and Blues;
- Pro FM RO / Pro FM 100% RO;
- Pro FM Rock;
- Pro FM Shakira;
- Pro FM Sofa;
- Pro FM Soft Rock;
- Pro FM Summer;
- Pro FM Șlagăr;
- Pro FM Xmas.

## Frecvențe
1. 87.8 (local) - Costinești, județul Constanța - Preluare PRO FM Constanța
2. 87.8 (local) - Iași, județul Iași
3. 88.1 (local) - Alba Iulia, județul Alba
4. 88.6 (regional) - releu Mihoveni pentru județul Suceava, parțial județele Botoșani, Neamț, Iași
5. 89.0 (local) - Reșița, județul Caraș-Severin
6. 89.9 (regional) - vârful Tâmpa pentru municipiul Brașov și județul Brașov, parțial județul Covasna
7. 89.9 (local) - Medgidia, județul Constanța - Preluare PRO FM Constanța
8. 90.1 (local) - Constanța, județul Constanța
9. 90.4 (local) - Videle, județul Teleorman - Preluare PRO FM Alexandria
10. 91.0 (local) - Târgoviște, județul Dâmbovița
11. 91.7 (local) - Pitești, județul Argeș
12. 92.1 (local) - Arad, județul Arad
13. 93.1 (local) - Hunedoara, județul Hunedoara
14. 93.3 (local) - Sinaia, județul Prahova
15. 93.7 (local) - Roman, județul Neamț
16. 94.1 (local) - Slatina, județul Olt
17. 94.9 (regional) - releu Păltiniș pentru județul Sibiu, parțial județele Alba, Cluj, Mureș
18. 95.0 (local) - Alexandria, județul Teleorman
19. 96.5 (local) - Satu Mare, județul Satu Mare
20. 96.5 (local) - Ploiești, județul Prahova
21. 97.4 (local) - Timișoara, județul Timiș
22. 98.1 (local) - Râmnicu Vâlcea, județul Vâlcea
23. 99.8 (local) - Cluj-Napoca, județul Cluj
24. 100.1 (local) - Galați, judetul Galați
25. 100.5 (local) - Focșani, județul Vrancea
26. 101.6 (local) - Târgu Mureș, județul Mureș
27. 101.6 (local) - Deva, județul Hunedoara
28. 102.8 (regional) - releu Berceni (Piața Sudului) pentru București și județul Ilfov, parțial județele Prahova, Dâmbovița, Giurgiu și Teleorman
29. 103.0 (local) - Predeal, județul Brașov - Preluare PRO FM Brașov
30. 106.2 (local) - Buzău, județul Buzău
31. 107.1 (local) - Mangalia, județul Constanța - Preluare PRO FM Constanța
32. 107.8 (regional) - releul turnului Radiocom pentru județul Bacău, parțial județele Neamț, Vaslui, Vrancea, Covasna, Iași